# Junonia almana
Junonia almana is een vlinder uit de familie Nymphalidae (vossen, parelmoervlinders en weerschijnvlinders). De wetenschappelijke naam van de soort is in 1758 gepubliceerd door Carl Linnaeus in de tiende editie van Systema naturae. Linnaeus verwees in de protoloog naar pagina en figuur 84 in "A natural history of birds" van George Edwards uit 1747, waar de vlinder wordt beschreven in het artikel over de "Indian green finch" (Fringilla butyracea Linnaeus, 1758, nomen dubium), en waar op de volgende pagina (t.84) ook een afbeelding van de soort te vinden is.

## Kenmerken
De vlindersoort komt in twee verschillende volwassen vormen voor, die voornamelijk verschillen in de patronen aan de onderzijde van de vleugels; in het droge seizoen heeft ze weinig markeringen, terwijl ze in het natte seizoen extra ogen en lijnen heeft.

## Verspreiding en leefgebied
De vlinder komt voor in Zuid-Azië. 